# 保安萬靈宮
22°22′13″N 120°35′25″E / 22.370289°N 120.590386°E
保安萬靈宮，是位於臺灣屏東縣枋寮鄉新龍村的有應公廟。

## 歷史
1969年興建。此廟建立由來，是居民陳萬福在枋寮公墓入口一處豬圈發現一尊常年無人祭拜的神像，從此開始敬香奉茶，初名為「萬應祠」，後改建稱為「萬應壇」。以農曆六月十七日為有應公千秋。1970年代，時任行政院院長的蔣經國經由義民路前往新龍村大陳義胞眷村拜訪一位高級將官家人時，兩度路過而下車入廟祭拜，且於第二次路過時，建議陳萬福將廟名改稱為「保安萬靈宮」。1991年，再建。廟地是佔用鄉公所在新龍段二五八、二五九、二八四、二九０號的鄉有地，面積約二百五十平方公尺。
1990年代初，枋寮國中獲得縣政府撥用一塊上面有許多墳墓的畸零地作校園土地，並將校門從東側改建到南側。但在興建校門時，發現校門位置，正對著此廟，並在土地測量中確定廟方二座涼亭、二座金爐佔了縣府給校園的土地，為了遷就，學校大門只好南移大約十五公尺以免對沖，並請廟方遷移二座金爐。今校方已改為屏東縣立枋寮高級中學。
2001年5月28日，鄉代沈清水曾質疑鄉公所不敢處理廟方占據的公有地，但保生村的福德宮就被要求拆遷賠償，是「一鄉兩制」。